# Georgbokiïta
La georgbokiïta és un mineral de la classe dels òxids. Rep el nom en honor del químic rus Georgiy Borisovich Bokii (Георгия Борисовича Бокия) (1909-2000), per les seves contribucions a la química dels cristalls i a la mineralogia.

## Característiques
La georgbokiïta és un òxid de fórmula química Cu₅(SeO₃)₂O₂Cl₂. Va ser aprovada com a espècie vàlida per l'Associació Mineralògica Internacional l'any 1996. Cristal·litza en el sistema monoclínic. La seva duresa a l'escala de Mohs és 4. És un mineral dimorf de la parageorgbokiïta.
Segons la classificació de Nickel-Strunz, la georgbokiïta pertany a «04.JG - Selenits amb anions addicionals, sense H₂O» juntament amb els següents minerals: prewittita, parageorgbokiïta, cloromenita, ilinskita, sofiïta, francisita, derriksita, burnsita i al·localcoselita.

## Formació i jaciments
Va ser descoberta a la gran erupció fissural del volcà Tolbàtxik, un volcà rus que es troba a l'óblast de Kamtxatka, al Districte Federal de l'Extrem Orient. Dins d'aquest indret, ha estat localitzada a la fumarola Glavnoye de l'avanç sud, i al segon con d'escòria de l'avanç nord. No ha estat descrita en cap altre indret del planeta.